# Боклер, Чарльз, 13-й герцог Сент-Олбанс
Чарльз Фредерик Обри де Вер Боклер (англ. Charles Frederick Aubrey de Vere Beauclerk; 16 августа 1915 — 8 октября 1988) — английский аристократ, 13-й герцог Сент-Олбанс, 13-й граф Бёрфорд, 13-й барон Хеддингтон и 10-й барон Вер из Хэмворта с 1964 года. Принадлежал к младшей ветви рода Боклеров, дослужился в армии до подполковника, позже работал в Центральном управлении информации. Унаследовал семейные титулы после смерти кузена, Осборна Боклера. Был дважды женат, оставил четырёх сыновей и дочь.

## Биография
Чарльз Боклер родился 16 августа 1915 года. Он был единственным сыном Обри Тофэма Боклера и Гвендолин Лофтус Хьюз, внуком лорда Чарльза Боклера и правнуком Уильяма Боклера, 8-го герцога Сент-Олбанса. К середине 1920-х годов стало ясно, что он унаследует герцогство, поскольку жена его троюродного брата Осборна Боклера, 12-го герцога Сент-Олбанса, вышла из детородного возраста.
Боклер получил образование в школе Хордл-Хаус в Итоне и колледже Магдалины в Кембридже. Призванный в британскую армию, он дослужился к 30 годам до звания подполковника разведывательного корпуса, позже работал в британском посольстве в Вене. После рождения четвертого сына Боклер переехал в Лондон и поступил на работу в Центральное управление информации, где по очереди возглавлял кино-, радио-и книжный отделы. Он унаследовал герцогский титул в 1964 году, после чего ушёл со службы. Боклер попытался восстановить семейное состояние, участвуя в ряде бизнес-операций, но последствия были прямо противоположными: он понёс огромные убытки.
В 1970-х годах герцог переехал во французский город Ванс, позже стал резидентом Монако.

## Семья
21 марта 1938 года Чарльз Боклер женился на Натали Чатем Уокер. В этом браке родился сын Мюррей (родился 19 января 1939), 14-й герцог Сент-Олбанс. Супруги развелись в 1947 году.
19 марта 1947 года Боклер женился на Сюзанне Мари Адель Феске. В этом браке родились четверо детей:
- Питер Чарльз де Вер (13 января 1948)[5];
- Джеймс Чарльз Феске де Вер (6 февраля 1949)[6];
- Джон Уильям Обри де Вер (10 февраля 1950)[7];
- Каролина Энн де Вер (19 июля 1951), жена Нила Сент-Джона Френча Блейка[8].